# Mundana astrologija
Mundana astrologija (lat. Astrologia mundana), grana astrologije suprotno individualnoj astrologiji koje se bavi proricanjem sudbine regija, država, vladara, ratova te predviđanjem prirodnih nepogoda (poplave, potresi, razorni vjetrovi), kao i drugih društvenih i prirodnih događaja na određenom zemljopisnom području.
Mundana astrologija obrađuje se u Katholikonu, drugoj knjizi Ptolemejeva Tetrabiblosa.